# Magdalena Ciechowicz
Magdalena Ciechowicz (ur. w Warszawie) – polska tancerka warszawskiej sceny baletowej; od 2010 do 2016 pierwsza solistka Polskiego Baletu Narodowego.

## Życiorys
W 2000 ukończyła Państwową Szkołę Baletową im. Romana Turczynowicza w Warszawie. W 1997 została laureatką pierwszej nagrody Ogólnopolskiego Konkursu Tańca w Gdańsku w kategorii juniorów, a następnie finalistką tegoż konkursu w kategorii seniorów (1999). Była stypendystką Krajowego Funduszu na rzecz Dzieci oraz Ministra Kultury. W 1999 wyjechała na letnie stypendium do Académie de Danse Classique Mariki Besobrasovej w Monte Carlo, a w roku następnym tańczyła w Ballet des Jeunes d'Europe. W 2000 dołączyła do zespołu baletowego Teatru Wielkiego - Opery Narodowej. W tym samym sezonie została finalistką Międzynarodowego Konkursu Baletowego w Helsinkach.
Tańczyła m.in. role: Wróżki Śmiałości w Śpiącej królewnie, w Pas de quatre w Jeziorze łabędzim i Królowej Kwiatów w Dziadku do orzechów. Po dwóch latach wyjechała ponownie do Francji na zaproszenie Europa Danse Company, gdzie pracowała z Monique Loudières, Susan Hendl, Robertem Strajnerem i Tonym Fabré. Występowała tam w choreografiach: George'a Balanchine'a: Allegro Brillante, Nacho Duato: Na Floresta, Jiři’ego Kyliana Songs of a Wayfarer i Ricarda Franco – Nunca Mais, m.in. w teatrze Châtelet w Paryżu. W 2003 brała udział w tournée European Youth Ballet Alexandra Hoffmanna, następnie dołączyła do madryckiego Compaña Nacional de Danza Nacho Duato. Występowała z tym zespołem we Francji, Hiszpanii, Niemczech, Portugalii, Turcji, USA i na Węgrzech, W 2004 wróciła na scenę Teatru Wielkiego jako solistka, a od 2010 do 2016 pierwsza solistka. Następnie została szefową baletu Opery Wrocławskiej.

## Najważniejsze role
Opracowano na podstawie materiału źródłowego

### Teatr Wielki – Opera Narodowa/Polski Balet Narodowy
- Blancheflor w Tristanie (Krzysztof Pastor)
- Gamzatti i Pas d’action w Bajaderze (trad. / Natalia Makarowa)
- Speak Low i inne partie solowe w Kurcie Weillu (Krzysztof Pastor)
- Królowa Kwiatów i Taniec hiszpański w Dziadku do orzechów (Andrzej Glegolski)
- Kobieta z Werony w Romeo i Julii (Emil Wesołowski)
- Odetta-Odylia, Cztery Łabędzie i Hiszpańska Księżniczka w Jeziorze łabędzim (trad. / Irek Muchamiedow)
- Żona Tyrana w Chopinie, artyście romantycznym (Patrice Bart)
- Dobra Wróżka Bzu w Śpiącej królewnie (trad. / Jurij Grigorowicz)
- Solistka pierwsza w Concerto Barocco (George Balanchine)
- Wróżka Zimy w Kopciuszku (Frederick Ashton)
- Nasza-Druga w I przejdą deszcze… (kreacja, Krzysztof Pastor)
- Wybrana w Święcie wiosny (Wacław Niżyński / Millicent Hodson)
- Luiza w Dziadku do orzechów (Toer van Schayk & Wayne Eagling)

- Śnieżynka-Solistka w Dziadku do orzechów (Toer van Schayk & Wayne Eagling)
- Syrena w Synu marnotrawnym (George Balanchine)
- Ewa-Noemi w Kainie i Ablu (kreacja, Emil Wesołowski)
- Wróżka Śmiałości w Śpiącej królewnie (trad. / Jurij Grigorowicz)
- Inna Osoba w Artifact Suite (William Forsythe)
- Gertruda w Hamlecie (kreacja, Jacek Tyski)
- Solistka w Chromie (Wayne McGregor)

oraz inne partie solowe w baletach
- W poszukiwaniu kolorów (kreacja, Jacek Tyski)
- Pocałunki (kreacja, Emil Wesołowski)
- In Light and Shadow (Krzysztof Pastor)